# 维默河
53°10′16″N 8°44′35″E / 53.17111°N 8.74306°E

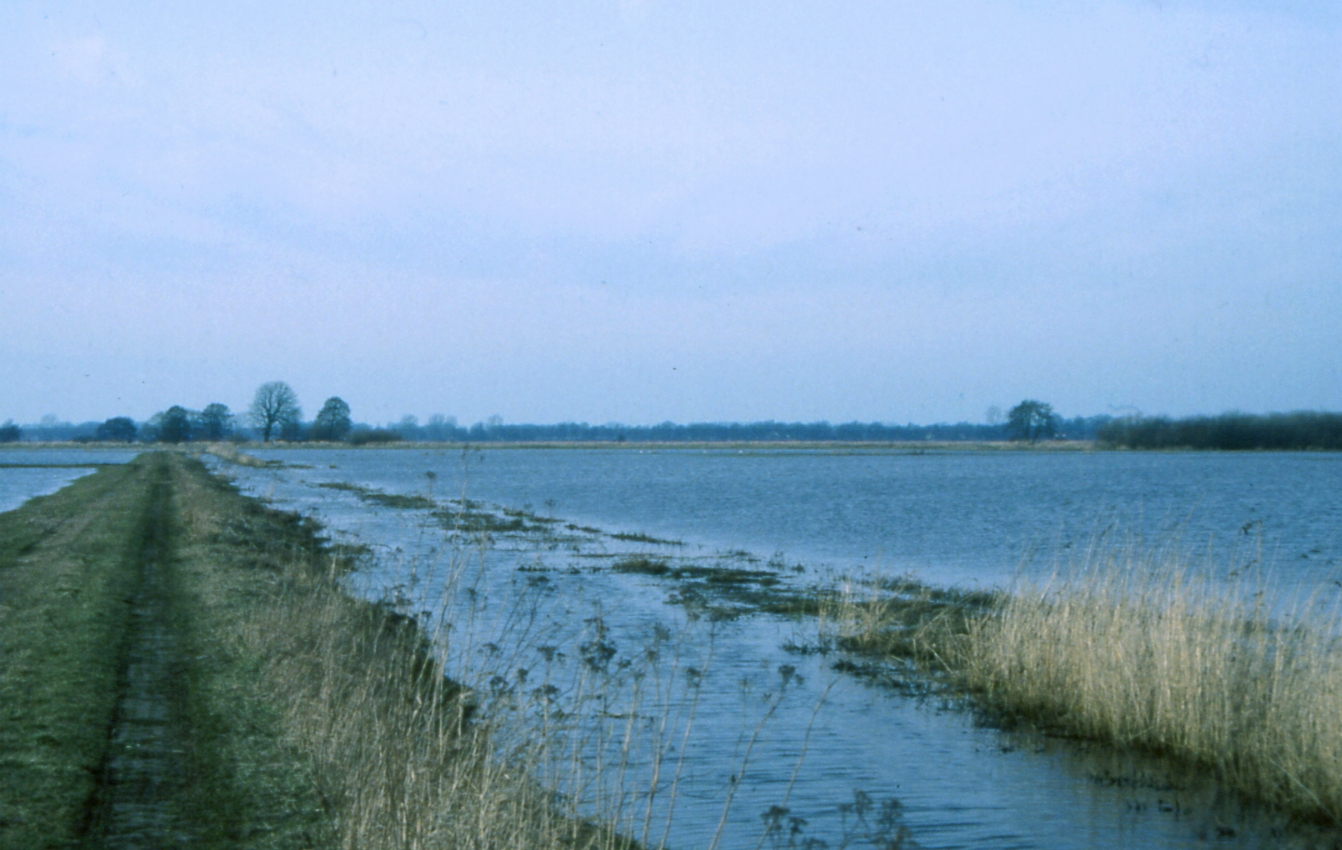

維默河（德语：Wümme）是德國的河流，位於該國北部，屬於萊蘇姆河的左支流，河道全長118公里，發源自呂訥堡石楠草原， 流經下薩克森州和不來梅州，河口處在萊蘇姆河。